# 黑肩鳃鳚
黑肩鳃鳚（学名：Omobranchus kraussi）为鳚科肩鳃鳚属的鱼类，俗名黑蛙鳚。分布于台湾岛等，主要生活于岩礁、珊瑚礁周围的潮间区。该物种的模式产地在埃及。